# Les Winners
Pour plus de détails, voir Fiche technique et Distribution.
Les Winners ou Gagnant Gagnant au Québec  (Win Win) est une comédie dramatique américaine écrite et réalisée par Tom McCarthy, sortie en 2011.

## Synopsis
Un avocat du New Jersey, Mike Flaherty, se bat pour assurer le bonheur de sa femme Jackie, et de leurs deux filles. En mentant à la juge, il obtient la tutelle de Leo Poplar, un vieillard grabataire mais riche, afin de toucher la prime mensuelle… et s'empresse de le mettre en maison de repos, contre son gré… Tous les soirs, il entraîne l'équipe de lutte du lycée de New Providence. Au fil des compétitions, l'équipe essuie défaites sur défaites, mais, avec son co-entraîneur Vigman, Flaherty, fidèle à la devise de l'école, La Maison des Champions, a bien l'intention de persévérer. Flaherty tombe par hasard sur un athlète surprenant : un adolescent perturbé et fugueur, Kyle Timmons, le petit-fils de Léo.
À la grande joie de Vigman, l'entraîneur, et de l'ancien camarade de classe de Mike, Terry Delfino, qui s'improvise coach…, l'équipe reprend la tournée des compétitions avec une confiance toute nouvelle.
Le décor est planté pour Flaherty : un salaire double et les succès sportifs tant attendus. Mais Cindy, la mère de Kyle fraîchement sortie de cure de désintoxication et fauchée, vient menacer ses plans d'avenir… Elle est aussi la fille de Léo et a bien l'intention de faire valoir ses droits, récupérer son fils et la fortune de son père…

## Fiche technique
- Titre original : Win Win
- Titre français : Les Winners
- Titre québécois : Gagnant Gagnant
- Réalisation et scénario : Tom McCarthy
- Direction artistique : Scott Anderson
- Décors : John Paino
- Costumes : Melissa Toth
- Photographie : Oliver Bokelberg
- Montage : Tom McArdle
- Musique : Lyle Workman
- Production : Lisa Marie Falcone, Michael London, Tom McCarthy et Mary Jane Skalski
  - Coproduction : Jacqueline Brogan
  - Production exécutive : Lori Keith Douglas et Tom Heller
  - Production associée : Erica Tuchman
- Sociétés de production : Fox Searchlight Pictures et Everest Entertainment
- Sociétés de distribution : Fox Searchlight Pictures (États-Unis), Twentieth Century Fox France (France)
- Budget : 5 000 000 $[2]
- Pays de production :  États-Unis
- Langue originale : anglais
- Durée : 106 minutes
- Format : couleur — 35 mm — 1,85:1 — son Dolby / SDDS / Digital Theater System
- Genre : comédie dramatique
- Dates de sortie : 
  - États-Unis : 21 janvier 2011 (Festival du film de Sundance) ; 18 mars 2011 (sortie nationale)
  - France : 31 août 2011

## Distribution
- Paul Giamatti (V.F. : Gabriel Le Doze, V.Q. : Pierre Auger) : Mike Flaherty
- Amy Ryan (V.F. : Dominique Lelong, V.Q. : Mélanie Laberge) : Jackie Flaherty
- Bobby Cannavale (V.F. : Patrice Baudrier, V.Q. : Jean-François Beaupré) :  Terry Delfino
- Jeffrey Tambor (V.F. : Gérard Darier ; V.Q. : Jean-Luc Montminy) :  Stephen Vigman
- Burt Young (V.F. : Gilbert Lévy, V.Q. : Manuel Tadros) :  Leo Poplar
- Melanie Lynskey (V.F. : Natacha Muller, V.Q. : Viviane Pacal) : Cindy Timmons
- Alex Shaffer (V.F. : Donald Reignoux ; V.Q. : Nicolas Bacon) : Kyle Timmons
- Margo Martindale (V.F. : Coco Noël) : Eleanor Cohen
- Nina Arianda (V.F. : Virginie Méry ; V.Q. : Julie Beauchemin) : Shelley
- Sharon Wilkins (V.F. : Aurélie Fournier) : la juge Lee
- David W. Thompson (V.F. : Hervé Grull ; V.Q. : Alexandre Bacon) : Stemler

Source et légende : Version française (V.F.) sur RS Doublage et DVD Zone 2 ; Version québécoise (V.Q.) sur Doublage Québec.

## Production

### Développement
Le scénario des Winners est écrit par Tom McCarthy, en compagnie de son ami d'enfance, Joe Tiboni, avocat dans le New Jersey. Ayant choisi de raconter l'histoire d'une réussite sportive, McCarthy s'est inspiré de sa jeunesse car il a pratiqué, aux côtés de Tiboni, un sport rarement montré au cinéma : la lutte. Le scénario a attiré la productrice attitré de McCarthy, Mary Jane Skalski, qui a produit les deux précédents longs-métrages du réalisateur, The Station Agent et The Visitor, ainsi que Michael London, président de Groundswell Productions, qui a  produit The Visitor et Lisa Maria Falcone, productrice exécutive de 127 heures de Danny Boyle et productrice de Mother and Child,. 
Pour Skalski, elle « aime les films de Tom parce qu’ils parlent de personnages qui ont besoin d’un petit coup de pouce pour changer leur monde » et « adore voir ce genre d’histoire au cinéma » car Les Winners « est l’histoire d’un choix impulsif » qui va conduire le personnage principal à tout remettre en question, tandis que pour London, « les films de Tom proposent toujours des rencontres entre des personnes très différentes qui finissent par former une famille de cœur » ajoutant que « c’est un thème que j’aime beaucoup et je crois que c’est aussi pour cela que le public apprécie son travail » et que « les histoires de Tom touchent les gens » car « cela rend le fait de faire un film avec lui très exaltant ». Selon London, « en créant une famille à l’écran, il crée aussi une véritable communauté sur ses plateaux » car « c’est ce qu’ont vécu tous ceux qui ont participé à ce projet, et cet esprit d’équipe nourrit le film »,.

### Casting
Le rôle de Mike Flaherty, avocat et entraîneur de lutte du lycée tentant bien que mal de subvenir aux besoins de sa famille, le rôle est confié à l'acteur Paul Giamatti. Pour lui, « c'était un vrai défi parce que Mike ne ressemble pas aux personnages que j'ai l'habitude de jouer » car « c'est un homme plutôt heureux qui n'est pas en proie à des émotions extrêmes ». Giamatti trouve qu'il « n'est pas évident de jouer un type simple, honnête et content de la vie qu'il mène ». Afin de mieux cerner son personnage, il est allé voir des combats de lutte, un sport qu'il trouve « étrange et très physique » car « il y a aussi une dimension obsessionnelle parce que les lutteurs passent leur temps à surveiller leur poids » et que « c'est également très brutal ».
Le rôle de Kyle Timmons, l'adolescent fugueur que Mike prend sous son aile, est confié à Alex Shaffer, qui pratique la lutte au niveau national dans l'équipe d'un lycée du New Jersey. Afin d'entrer dans le rôle, Shaffer, dont c'est la première expérience cinématographique, a dû adapter son style de combat pour correspondre au caractère du personnage. Pour le jeune comédien, Kyle est « brutal », « fonce droit sur son adversaire » et « agressif », contrairement à lui qui est « plus calme et défensif ». Il ajoute que Kyle « a la rage, à la fois sur le tapis et dans sa vie, mais il a de bonnes raisons de l'avoir ». Jouer cet adolescent l'a permis de réaliser qu'il avait beaucoup de chance d'avoir la vie qu'il a. Il raconta également qu'il écouta beaucoup Eminem « parce que ses chansons portent une rage qui ressemble à celle de Kyle ».

### Tournage
Bien que l'action du film se situe dans une banlieue du New Jersey, Les Winners a été tourné dans l’État de New York,, notamment à Rockville Centre, à Long Island. Le réalisateur et scénariste Tom McCarthy a demandé aux habitants de la ville de jouer les figurants et quelques petits rôles pour que le quartier soit un maximum réaliste.

## Réception

### Accueil critique
Dans les pays anglophones, Les Winners a rencontré, de façon unanime, un accueil critique favorable, récoltant 94 % d'avis positifs sur le site Rotten Tomatoes, basé sur cent soixante-trois commenta ires collectés et une note moyenne de 7.8⁄10. Le consensus du site est « Les Winners est peuplé de personnages forts et d'excellentes performances, avec le scénariste et réalisateur Tom McCarthy qui continue à apparaître comme un grand humaniste américain». Le site Metacritic lui attribue un score de 75⁄100, basé sur trente-quatre commentaires collectés.
En France, l'accueil critique est assez modéré, puisque le site Allociné, ayant recensé seize titres de presse, lui attribue une note moyenne de 3⁄5, tandis que le site de Première, ainsi que de CommeAuCinéma, lui attribue une note moyenne de 2⁄4, basés sur neuf titres de presses collectés pour le premier et onze titres de presses collectés pour le second.

### Box-office
| Pays ou région | Box-office    | Date d'arrêt du box-office | Nombre de semaines |
| -------------- | ------------- | -------------------------- | ------------------ |
| Mondial        | 11 869 791 $  | 8 janvier 2012             | –                  |
| États-Unis     | 10 179 275 $  | 17 juillet 2011            | 18                 |
| France         | 8 946 entrées | 21 septembre 2011          | 3                  |

Distribué aux États-Unis dans cinq salles, Les Winners se classe en 28e position, pour son premier week-end d'exploitation, avec 150,362 $, soit une moyenne de 30,072 $. En première semaine à l'affiche, le film totalise 207,916 $, pour une moyenne de 41,583 $. La semaine suivante, le film obtient dix-huit salles supplémentaires, ce qui fait augmenter ses recettes avec une hausse de 189 %, puisqu'il totalise 601,164 $, pour une moyenne de 26,138 $, un cumul de 809,080 $ et une vingtième place au box-office par semaine, dont 464,420 $ totalisé en second week-end, pour une hausse de 209 % des recettes, une moyenne de 26,138 $ par salles et un cumul de 672,336 $ . L'intérêt du public ne semble pas retomber, puisqu'il atteint le million de dollars de recettes en troisième week-end, tout en obtenant une combinaison importante de salles (de 149 salles à 388 salles entre le troisième et sixième semaine, ainsi qu'en week-end, sauf en cinquième week-end, 384 salles). C'est à partir de la sixième semaine, également en sixième week-end à l'affiche, que le pourcentage des recettes, ainsi que les salles, commence à diminuer,, bien qu'ayant réussi à monter jusqu'en quatorzième position (troisième week-end) et en quinzième position (troisième et cinquième semaine). Finalement, Les Winners rapporte un total de 10 179 275 $ après dix-huit semaines à l'affiche.

## Distinctions

### Récompenses
- 2011 : NBR Award du Top films indépendants
- 2012 : Humanitas Prize du film de Sundance pour Tom McCarthy

### Nominations
- 2011 : ALMA Award du meilleur acteur de film pour Bobby Cannavale
- 2011 : EPSY du meilleur film sportif
- 2011 : SDFCS Award du meilleur scénario original pour Tom McCarthy
- 2011 : SEFCA Award du meilleur film
- 2011 : WAFCA Award du meilleur film
- 2011 : WAFCA Award du meilleur scénario original pour Tom McCarthy
- 2012 : Critics' Choice Movie Award du meilleur scénario original pour Tom McCarthy et Joe Tiboni
- 2012 : COFCA Award du meilleur film
- 2012 : Independent Spirit Award du meilleur scénario pour Tom McCarthy
- 2012 : OFCS Award du meilleur scénario original pour Tom McCarthy
- 2012 : WGA Award du meilleur scénario original pour Tom McCarthy (histoire/scénario) et Joe Tiboni (histoire)